# Cerro de la Virgen, San Luis Potosí
Cerro de la Virgen är en ort i Mexiko.   Den ligger i kommunen San Luis Potosí och delstaten San Luis Potosí, i den centrala delen av landet, 400 km nordväst om huvudstaden Mexico City. Cerro de la Virgen ligger 1 726 meter över havet och antalet invånare är 191.
Terrängen runt Cerro de la Virgen är platt åt nordost, men åt sydväst är den kuperad. Runt Cerro de la Virgen är det tätbefolkat, med 591 invånare per kvadratkilometer. Närmaste större samhälle är Ahualulco, 18,7 km sydväst om Cerro de la Virgen. Omgivningarna runt Cerro de la Virgen är i huvudsak ett öppet busklandskap.